# Liste des indicatifs régionaux portugais
 (juillet 2025).
Cet article fournit la liste des indicatifs régionaux portugais et la région couverte par chacun :

## Continent
Abrantes 241
Arganil 235
Aveiro 234
Beja 284
Braga 253
Bragança 273
Caldas da Rainha 262
Castelo Branco 272
Castro Verde 286
Chaves 276
Coimbra 239
Covilhã 275
Estremoz 268
Évora 266
Faro 289
Figueira da Foz 233
Guarda 271
Idanha-a-Nova 277
Leiria 244
Lisbonne (Lisboa) 21
Mealhada 231
Mirandela 278
Moncorvo 279
Moura 285
Odemira 283
Penafiel 255
Peso da Régua 254
Pombal 236
Ponte de Sôr 242
Portalegre 245
Portimão 282
Porto 22
Proença-a-Nova 274
Santarém 243
Santiago de Cacém 269
S. João da Madeira 256
Seia 238
Setúbal 265
Tavira 281
Torres Novas 249
Torres Vedras 261
Valença 251
Viana do Castelo 258
Vila Franca de Xira 263
Vila Nova de Famalicão 252
Vila Real 259
Viseu 232

## Îles
Açores
Corvo 292
Faial 292
Flores 292
Graciosa 295
Pico 292
Santa Maria 296
São Jorge 295
São Miguel 296
Terceira 295
Madère
Funchal 291
Porto Santo 291
Tous les indicatifs ont 3 chiffres sauf Lisbonne et Porto qui en ont seulement deux (21 et 22 respectivement). Cependant le numéro a toujours 9 chiffres:
21 CCC CC CC
22 CCC CC CC
253 CCC CCC

## Téléphones portables
91 Vodafone
92 Meo (Altice Portugal)
93 NOS
96 Meo (Altice Portugal)
ex. :
91 CCC CC CC
92 CCC CC CC
93 CCC CC CC
96 CCC CC CC

## Autres indicatifs
800 CCC CCC numéro vert (appel gratuit)
808 CCC CCC numéro bleu (coût d'un appel local)
308 CCC CCC numéro bleu (coût d'un appel local)
7CC CCC CCC numéros divers (concours télé, entreprises, jeux, dons, etc.)

## Référence
- Cet article est partiellement ou en totalité issu de l'article intitulé « Numéro de téléphone » (voir la liste des auteurs).